# Making Gay History
Making Gay History è un podcast sul tema della storia LGBT. La maggior parte degli episodi attinge all'archivio audio di tre decenni di rare interviste condotte dal fondatore e conduttore del podcast Eric Marcus alla fine degli anni Ottanta e Novanta.
Marcus ha iniziato a intervistare figure di spicco del movimento LGBT alla fine degli anni Ottanta, mentre scriveva una storia orale del movimento. La prima edizione del libro, pubblicata nel 1992 con il titolo Making History: The Struggle for Gay and Lesbian Equal Rights, 1945-1990, ha vinto lo Stonewall Book Award nello stesso anno. Alla fine degli anni '1990, Marcus intraprese un altro giro di interviste per la seconda edizione aggiornata del libro, intitolata Making Gay History (2002). Nel 2016, Marcus ha rivisitato l'archivio delle sue registrazioni originali, che da allora era stato digitalizzato dalla New York Public Library, insieme alla produttrice esecutiva Sara Burningham, che ha suggerito di utilizzare le interviste come base per un podcast.